# Електрични кућни прикључак
Електрични кућни прикључак повезује електричне инсталације у објекту са електричном мрежом ниског напона. То је скуп водова и уређаја који преко мерно-разводног ормана повезују електричне инсталације у објекту са нисконапонском мрежом. Састоје се од спољашњег и унутрашњег дела. 
Спољашњи прикључак је део који почиње од места прикључења на мрежу ниског напона све до места прикључка у сам објекат. Почиње од осигурача на стубу мреже и иде све до куке на зиду или конзоле на крову објекта, за спољашње прикључке, односно до осигурача у прикључној кабловској кутији (КПК) на фасади објекта код подземних инсталација. Унутрашњи део кућног прикључка обухвата електричне водове и друге уређаје који почињу од места увођења у објекат, а завршава се код мерно-разводног ормана у коме се налази електрично бројило. Начин извођења кућног прикључка зависи од препорука Електродистрибуције и важећих техничких прописа.
Спољашњи прикључак може бити изведен голим или изолованим проводницима и кабловима. Према врсти каблова које користи дели се на:
- надземни (ваздушни)
- подземни (кабловски)

## Надземни кућни прикључак
Надземни кућни прикључак се користи код надземних, односно ваздушних нисконапонских мрежа. Код ваздушних мрежа су проводници затегнути преко изолатора од стуба до стуба. Обично се користи у периферним деловима дистрибутивних мрежа за пријемнике малих снага, када је број пријемника мањи. од повезују надземну мрежу са разводним орманом. Може бити изведена на зид објекта или на кров. 
Постављање на зид се користи ако није могуће поставити кровни носач, због слабе конструкције крова или ако је зграда довољно висока, па може да обезбеди довољно растојање између проводника и земље. На месту где се уводи проводник у зграду поставља се изолатор и то може бити постављано на један од три начина:
1. директним укопавањем у зид
2. причвршћивањем на потпорну пречку од профилног челика, монтира се хоризонтално или вертикално
3. преко самоносивог кабла

У случају 1 и 2. се проводници (голи или изоловани) затежу између стуба и изолатора на зиду. Зид се пробија на висини изолатора и монтира се уводна лула. Изолатори примају на себе сва механичка оптерећења од тежине проводника, услед ветра или леда. У случају самоносивог кабла не користе се изолатори, већ се крај челичног носећег челичног ужета закачи за куку, која је убетонирана у зид, а испод ње се налази уводна лула помоћу које се увлачи проводник у зграду.
Кровни прикључак се користи код нижих зграда, са довољно јаком и незапаљивом кровном конструкцијом. Овај прикључак мора има обезбеђено потребно минимално растојање између проводника и тла. На носеће елементе крова поставља се кровни носач у облику цеви, на коју је монтирана левкаста капа, а садржи и конзолу за изолаторе. Поред изолатора постављају се крајње спојнице од којих води кабл кроз зид до ормана. 
Највеће дозвољено растојање од стуба до изолатора је 20m за голе и изоловане проводника, а 35m за самоносиве каблове. Ако је растојање веће, кућни прикључак се изводи преко посебног стуба. Најмањи пресек проводника за прикључак је 6mm2 за Cu или 16mm2 за Al. Минимална растојања:
-између проводника надземног кућног прикључка и земље ако не пролазе возила 5m,
-између проводника и земље ако пролазе возила 6m,
-од грана дрвећа 1.25m,
-од ТТ водова постављених испод проводника 2m, ако су ТТ водови изнад 1m,
-од балкона 2,5m вертикално горе, 1.25m вертикално доле, 1.25m хоризонтално.

## Подземни кућни прикључак
Подземни кућни прикључак користи се ако је дистрибутивна мрежа ниског напона кабловска или ако се жели избећи постављање проводника од задњег стуба до објекта кроз ваздух. Може се напајати:
- кабловским водом из нисконапонског разводног постројења трансформаторске станице,
- из нисконапонског разводног ормана
- са кабловских водова

Ако се напајање врши са кабловских водова постоје два решења:
- а) улазом-излазом кабловског вода у кабловској прикључној кутији
- б) са кабловског вода из рачвасте кабловске спојнице

Кабловска кутија за подземни кућни прикључак је место на коме се вађењем осигурача, на брз и једноставан начин може раздвојити електрична инсталација објекта од мреже. Монтира се у фасаду или на фасади зграде, у холу, у подрумској просторији или некој другој ненасељеној просторији, тако да буде приступачна ради контроле и замене осигурача. Мора да буде удаљена од лако запаљивих материја. Минимални пресек проводника у каблу за подземни кућни прикључак је 2.5mm2. Постоје два типа прикључних кутија:
- а) прикључна кутија са уводником за један кабл
- б) прикључна кутија са уводницима за два кабла омогућава да се поред напајања објекта настави мрежа или или ако се жели повећана поузданост снабдевања електричном енергијом неког важнијег објекта.

Кабловска прикључна кутија (КПК) прави се од лима или силумина као трофазна. У КПК поред постоља за осигураче, на потпорним изолаторима постоји бакарна шина за прикључак неутралног проводника и прикључак за уземљење.